# Jigdo
Jigdo je stahovací počítačový program vytvořený původně pro operační systém Debian. Jeho podstatou je stahování diskových obrazů po jednotlivých souborech z různých serverů a jejich sestavování až po stažení. Jedná se o svobodný software vydaný pod licencí GNU GPL.
V současnosti je pomocí něj možné stáhnout kromě Debianu také Ubuntu, Fedoru, Solaris a FreeBSD.